# エレクトリック・ランデヴー
『エレクトリック・ランデヴー』（Electric Rendezvous）は、アメリカ合衆国のギタリスト、アル・ディ・メオラが1982年に発表した5作目のスタジオ・アルバム。

## 解説
「パッション、グレイス&ファイア」はパコ・デ・ルシアとのデュオによる演奏で、この曲のみプエルトリコで録音された。なお、この曲はディ・メオラ、デ・ルシア、ジョン・マクラフリンの共演アルバム『パッション、グレイス&ファイア〜情炎』（1982年録音・1983年発表）でも再演されている。

## 反響・評価
アメリカでは総合アルバム・チャートのBillboard 200で55位、『ビルボード』のジャズ・アルバム・チャートで3位に達した。スウェーデンでは1982年2月9日付のアルバム・チャートで初登場26位となり、合計3回（6週）トップ60入りした。
スコット・ヤナウはオールミュージックにおいて5点満点中3点を付け「ロック的なジャズ・ギターのファンにお薦めの、隠れた力作」と評している。

## 収録曲
特記なき楽曲はアル・ディ・メオラ作曲。
1. ゴッド・バード・チェンジ - "God Bird Change" (Mingo Lewis) - 3:57
2. エレクトリック・ランデヴー - "Electric Rendezvous" - 7:57
3. パッション、グレイス&ファイア - "Passion, Grace & Fire" - 5:43
4. クルージン - "Cruisin'" (Jan Hammer) - 4:19
5. ブラック・キャット・シャッフル - "Black Cat Shuffle" (Philippe Saisse) - 3:06
6. ナイト・リズム - "Ritmo de la Noche" - 4:22
7. ソマリア - "Somalia" - 1:40
8. ジュエル・インサイド・ア・ドリーム - "Jewel Inside a Dream" - 4:05

## 参加ミュージシャン
- アル・ディ・メオラ - ギター
- パコ・デ・ルシア - ギター(on #3)
- ヤン・ハマー - キーボード(on #1, #2, #4, #6, #7, #8)
- フィリップ・セス - キーボード(on #5)
- アンソニー・ジャクソン - ベース
- スティーヴ・ガッド - ドラムス
- ミンゴ・ルイス - パーカッション